# Austroniscus karamani
Austroniscus karamani là một loài chân đều trong họ Nannoniscidae. Loài này được Birstein miêu tả khoa học năm 1962.